# Полет 826 на „Юнайтед Еърлайнс“
 Тази статия е за инцидента с турбуленция от 1997 г. при полет 826 на „Юнайтед Еърлайнс“.  За инцидента със самолета при полет 826, който катастрофира през 1960 г., вижте Сблъсък във въздуха в Ню Йорк през 1960 г..  
Полет 826 на „Юнайтед Еърлайнс“ е международен пътнически полет от международното летище „Ню Токио“, Токио, Япония, до международното летище „Хонолулу“, Хонолулу, Хаваи, Съединените американски щати, управляван от „Юнайтед Еърлайнс“. На 28 декември 1997 г. самолетът „Боинг 747-122“, който изпълнява полета, получава доклади за силна турбуленция в чист въздух в района и знакът за предпазен колан се включва. Веднага след това машината внезапно пропада с около 30 м, ранява сериозно 15 пътници и 3-ма членове на екипажа. Екипажът обръща курса на самолета и каца безопасно обратно в Токио, но един пътник, 32-годишна японка, загива.
15 пътници и 3 стюардеси са с фрактури на гръбнака и врата. Други 87 пътници са с натъртвания, навяхвания и други леки наранявания. Докато Хендерсън Фийлд на атола Мидуей е най-близкото летище, капитанът избира да се върне в Токио, след като преценява, че самолетът е все още годен за полет, а и че медицинските съоръжения в Токио са по-добри.
Разследването открива потенциален проблем, решаването на който може да предотврати смърт и много наранявания. Никой от хората на борда не може да си спомни дали чува типичния звънец за „закопчаване на предпазния колан“, когато светлината за закопчаването му светват около две минути преди турбуленцията и не са направени съобщения за светването на светлината „закопчаване на предпазния колан“ нито на английски, нито на японски език. В резултат на инцидента „Юнайтед Еърлайнс“ издава бюлетин, който информира за събитията от полет 826 и подчертава значението на ефективната комуникация. Авиокомпанията също така предприема мерки за прилагане на политиката си за насърчаване на пътниците да държат предпазните си колани затегнати дори ако знакът за предпазен колан е изключен.